# Sindbis
El Virus Sindbis (SINV) es un virus transmitido por mosquitos  aislado en 1952 en El Cairo. Pertenece al género Alphavirus y a la familia Togaviridae. Se mantiene en la naturaleza por transmisión entre huéspedes vertebrados (aves) y vectores invertebrados (mosquitos del género Culex). Los seres humanos se infectan con la enfermedad al ser picados por un mosquito infectado.
La fiebre Sindbis en los seres humanos incluye síntomas como artralgia, erupción cutánea y malestar general. Es más frecuente en África meridional y oriental, Egipto, Israel, Filipinas y partes de Australia. Recientemente se ha vinculado a la enfermedad Pogosta en Finlandia.

## Estructura del virus y replicación del genoma
El virus Sindbis presenta envoltura y una cápside icosaedral. Su genoma es una molécula de ARN monocatenario de longitud 11,7 kb aproximadamente. Tiene una cap 5' y una cola poli-A 3', por lo tanto, funciona directamente como ARN mensajero (ARNm) en la célula huésped. El genoma codifica cuatro proteínas no estructurales en el extremo 5 y la cápside y dos proteínas de la envoltura en el extremo 3'. Esto es característico de todos los Togaviruses.
La replicación es citoplásmica y rápida. El ARN genómico está parcialmente traducido en el extremo 5' para producir las proteínas no estructurales que luego están implicadas en la replicación del genoma y en la producción de nuevos ARN genómicos y subgenómicos. Esta cadena subgenómica se traduce en las proteínas estructurales. El virus se ensambla en la superficie de la célula y adquiere la envoltura mediante gemación.

## Diagnóstico diferencial
Se puede dar un diagnóstico diferencial entre sindbis y la fiebre de Zika.